# Vigilância Agropecuária Internacional
A Vigilância Agropecuária Internacional (VIGIAGRO) é um sistema brasileiro vinculado à Secretaria de Defesa Agropecuária (SDA) do Ministério da Agricultura, Pecuária e Abastecimento (MAPA) que exerce funções de controle e fiscalização de âmbito federal de produtos de interesse agropecuário nos portos, aeroportos, postos de fronteira e aduanas especiais em todo o território nacional.
O sistema foi criado a partir da Portaria n° 227, de 22 de junho de 1998, com o objetivo de organizar e adequar os procedimentos operativos de fiscalização para a entrada e saída de produtos de interesse agropecuário do país, que inclui o controle do trânsito de animais vivos, de produtos e subprodutos de origem animal e vegetal, alimentação animal, produtos de uso veterinário e insumos agrícolas.
A vigilância agropecuária tem como objetivo prevenir a introdução, a disseminação e o estabelecimento de pragas e enfermidades que possam comprometer a saúde animal, a sanidade vegetal e a saúde pública. Dessa forma, atua evitando a entrada de mercadorias e bens que representem risco zoossanitário, fitossanitário ou sanitário, que possam afetar consideravelmente a agropecuária e o desenvolvimento socioeconômico brasileiro. Também tem como objetivo facilitar as exportações de produtos agropecuários brasileiros e garantir que atendam às exigências específicas dos países importadores.

## Fiscalização Agropecuária
As atividades de controle e fiscalização nos portos, aeroportos, postos de fronteira e aduanas especiais são de competência do Auditor Fiscal Federal Agropecuário (AFFA) e são realizadas através de ferramentas de gerenciamento de risco, dispostas na Instrução Normativa nº 39, de 27 de novembro de 2017.
- A Fiscalização Zoosanitária inclui animais, troféus de caça e taxidermia, produtos e subprodutos de origem animal, produtos de uso veterinário, multiplicação animal, alimentação animal e pesquisa animal.

- A Fiscalização Fitossanitária inclui produtos e subprodutos de origem vegetal, solo, compostos e substratos, agrotóxicos, fertilizantes, materiais de pesquisa vegetal e as próprias caixas de transporte feitas de madeira.

Quaisquer outros produtos que envolvam a possibilidade de risco sanitário, zoossanitário e fitossanitário estão sujeitos à fiscalização agropecuária.
- Fiscalização de Cargas

A fiscalização das cargas contendo produtos de interesse agropecuário para importação e exportação ocorre através da avaliação documental e inspeção para a identificação da mercadoria, verificação da rastreabilidade e do cumprimento com os requisitos sanitários brasileiros ou dos países de destino. A vigilância agropecuária também atua nos terminais onde chegam mercadorias por remessa expressa (Courier).

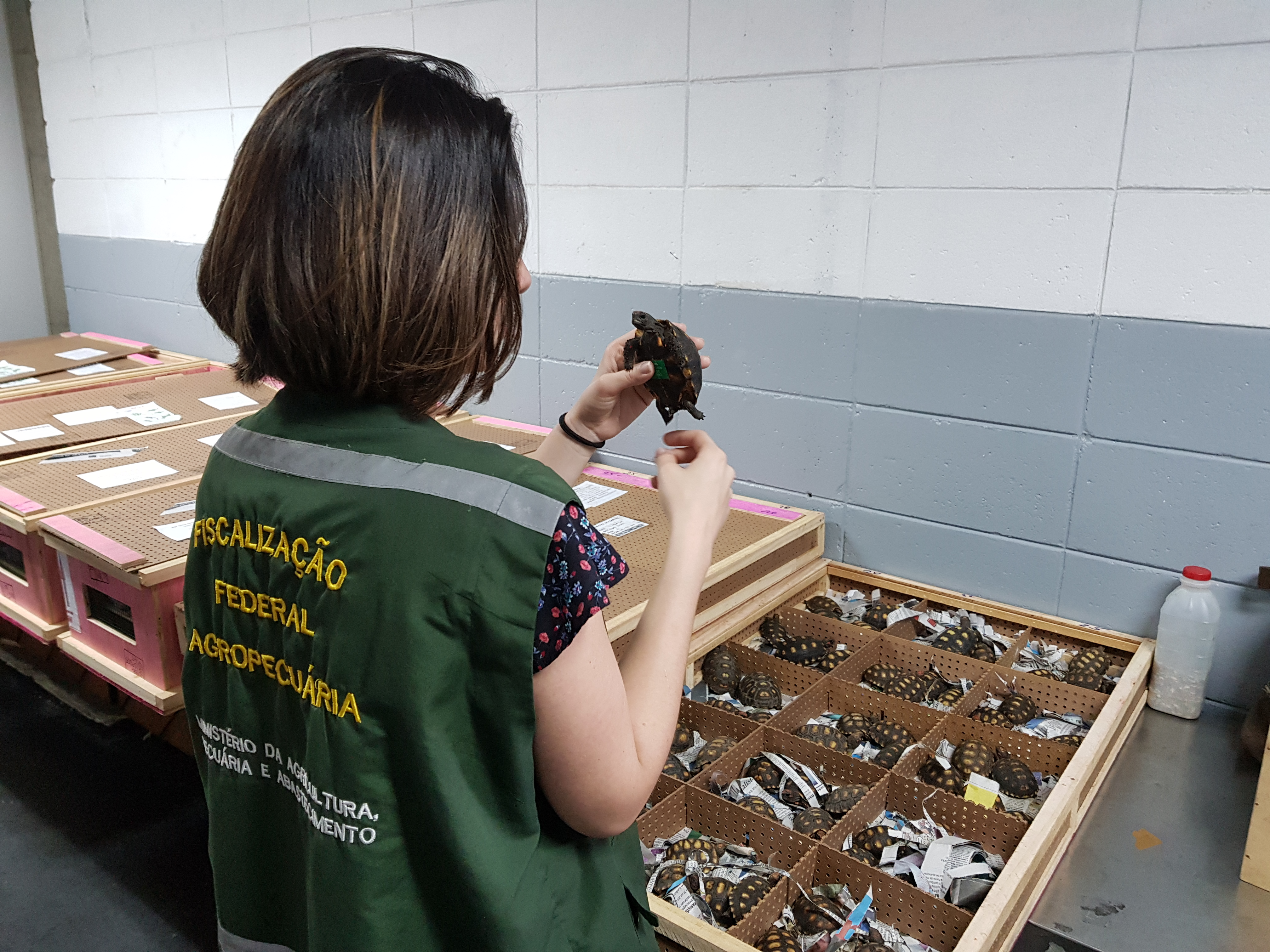
Inspeção de jabutis (Chelonoidis carbonaria) pelo VIGIAGRO

- Fiscalização de Bagagens de Passageiros

A fiscalização das bagagens ocorre a partir do controle de gerenciamento de riscos, onde são avaliadas uma série de informações como origem ou procedência do voo, identificação prévia do viajante, perfil do viajante, tipo e quantidade de bagagem, histórico de interceptações e aleatoriedades que possam causar a desconfiança dos fiscais. Os viajantes selecionados são submetidos à avaliação documental, conferência física dos bens e devem fornecer outras informações pertinentes.
- Viagens Internacionais de Animais de Companhia

As unidades do VIGIAGRO são responsáveis por emitir o Certificado Veterinário Internacional (CVI) e o Passaporte para Trânsito de Cães e Gatos. Os Certificados Veterinários Internacionais são emitidos de acordo com os requisitos sanitários dos países de destino.

## Ameaças Sanitárias

### Peste Suína Africana

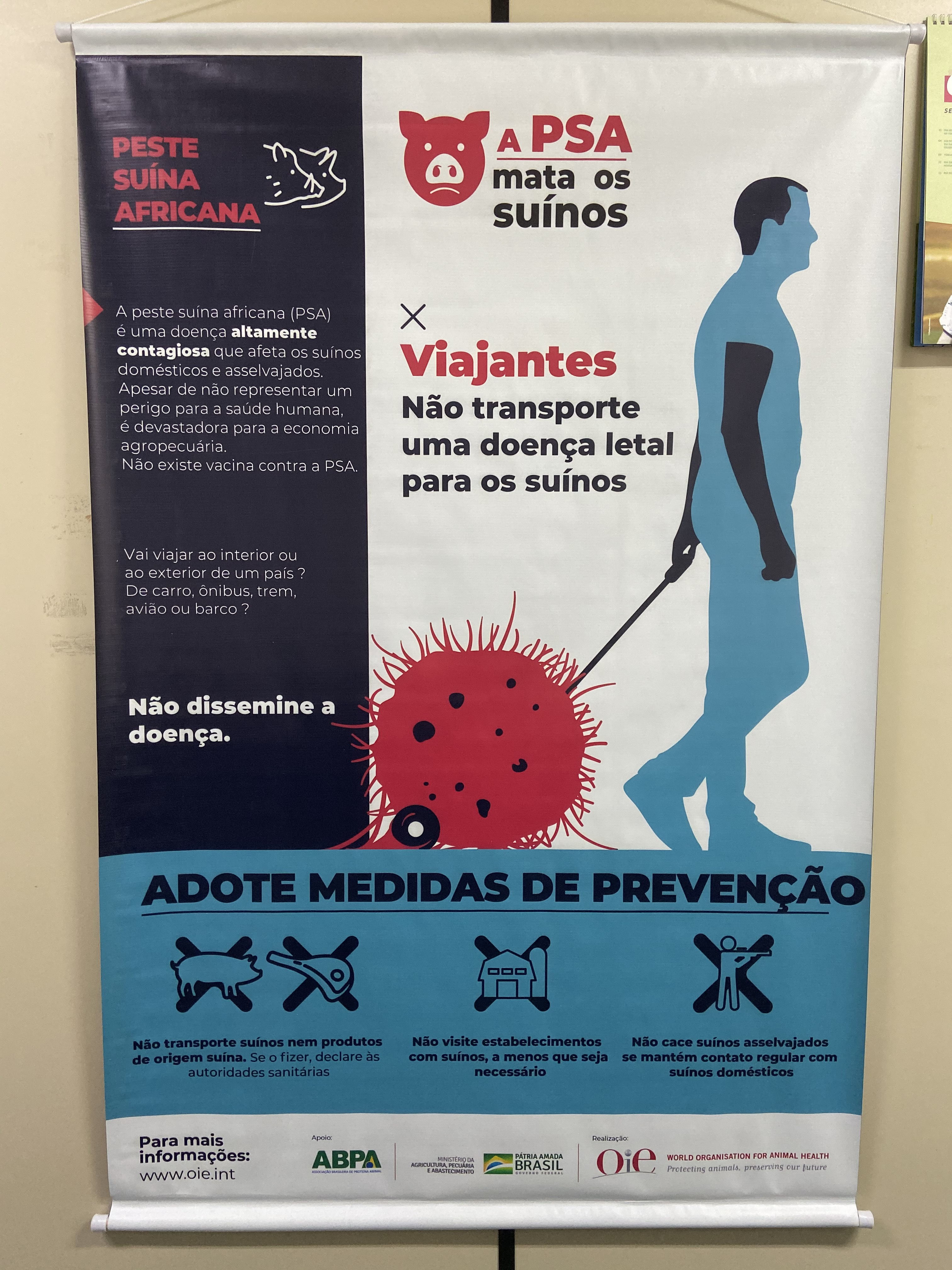
Banner sobre a Peste Suína Africana no Aeroporto Internacional de São Paulo

Em 1978, a Peste Suína Africana chegou ao Brasil através de restos de alimentos derivados de carne suína, provavelmente em aeronaves procedentes da Europa. O vírus foi identificado em suínos de uma propriedade rural no município de Paracambi, no interior do Rio de Janeiro, que eram alimentados com os restos descartados das aeronaves sem o tratamento adequado. Não há registros da doença no Brasil desde 1984, quando foi erradicada no país.
O vírus da Peste Suína Africana (família Asfarividae) possui alto potencial de disseminação, acomete suínos domésticos e selvagens e é capaz de causar graves perdas econômicas.
Apesar de não detectada há décadas no Brasil, a Peste Suína Africana pode ser confundida com a Peste Suína Clássica, que possui focos em algumas regiões do Nordeste.
Desde 2016, ocorre um padrão de aumento significativo na quantidade de surtos de Peste Suína Africana pelo mundo. O vírus está presente nos países da África, Europa e mais recentemente na Ásia, onde foi reportado pela primeira vez na China, em agosto de 2018. No começo de 2019, também foi identificado na Mongólia, no Vietnã, no Camboja e em Hong Kong.
Devido ao aumento na quantidade de surtos nos continentes afetados, o VIGIAGRO intensificou a vigilância para evitar a entrada da Peste Suína Africana no Brasil. Em 11 de maio de 2019, o MAPA publicou a Instrução Normativa nº 11, que proíbe o transporte de produtos de origem suína em bagagens de viajantes procedentes de países que tenham registrado casos de Peste Suína Africana nos últimos três anos.
Nos portos e aeroportos, foram distribuídos diversos banners informativos e alertas sonoros são emitidos para chamar a atenção de passageiros que possam ter visitado áreas de risco ou que trazem produtos de origem suína, para que declarem essas ocorrências ao VIGIAGRO na chegada ao Brasil.

### Besouro Asiático
Em 2018, as ações da vigilância agropecuária impediram a entrada do Besouro Asiático (Anoplophora glabripennis), uma praga quarentenária não existente no Brasil e capaz de causar prejuízos incalculáveis para a agricultura. A praga chegou no Aeroporto de Viracopos, em Campinas/SP, através de restos de embalagens de madeira usados no transporte das cargas, contendo larvas e insetos adultos. As amostras das embalagens foram enviadas para a Rede Nacional de Laboratórios, que identificou o inseto. O voo era procedente de Amsterdã, na Holanda.

### Influenza Aviária
A influenza Aviária é causada por um vírus extremamente contagioso que afeta aves de produção, selvagens e de estimação. Algumas estirpes do vírus podem causar doenças em mamíferos, incluindo seres humanos, como H5N1 e H7N9. A influenza H5N1 foi responsável por centenas de mortes humanas e de centenas de milhões de aves de produção nos últimos grandes surtos, que ocorreram entre os anos de 2003 e 2004. O vírus se espalhou da Ásia para África e Europa, atingindo dezenas de países. A maior preocupação está em seu potencial para pandemias devido à capacidade para mutações, que podem tornar o vírus transmissível de humano para humano.
O Brasil é o único grande produtor avícola mundial sem registro da doença e possui requisitos sanitários rigorosos para ingresso de aves e produtos avícolas no país.

## Cães de Detecção

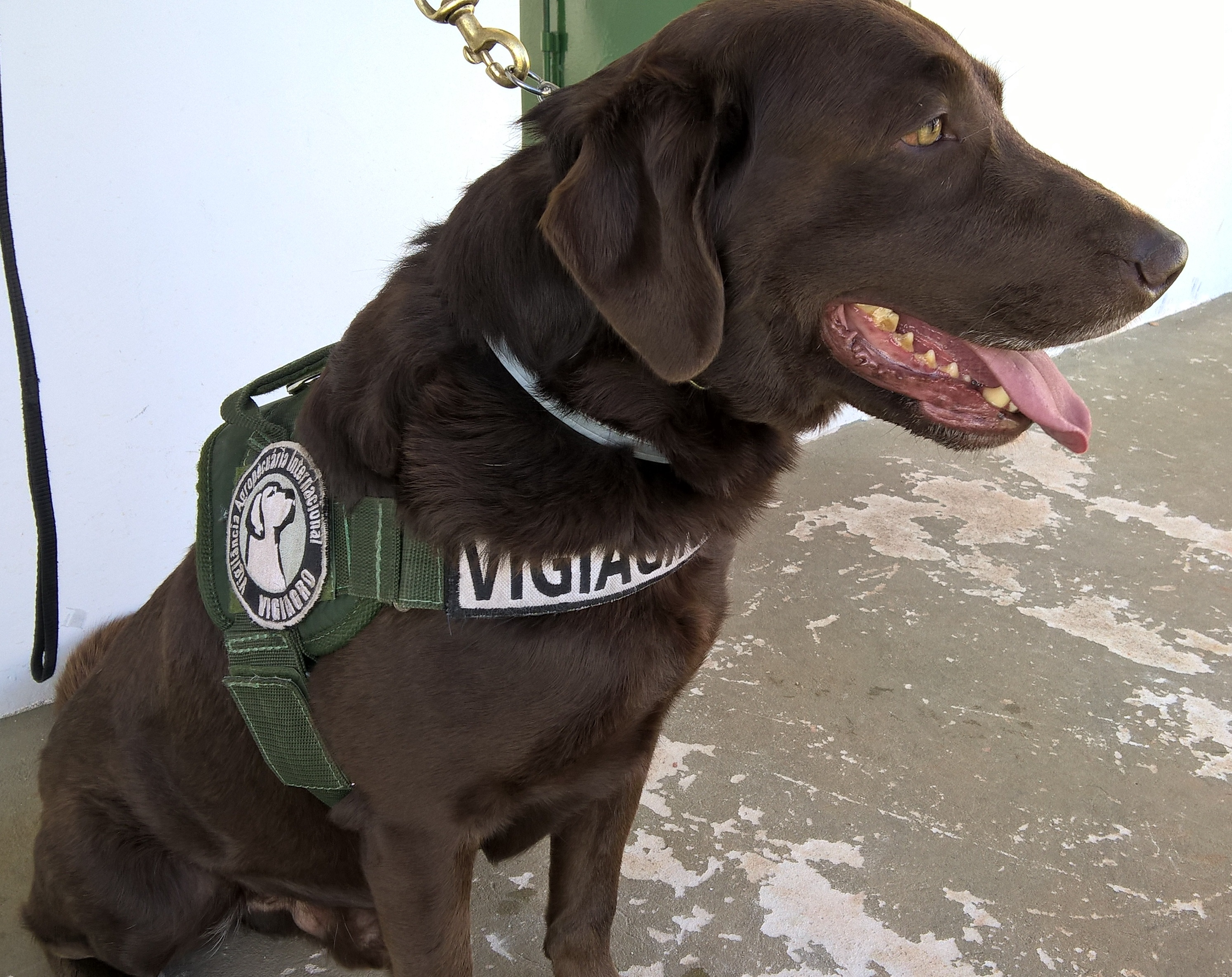
Cão Farejador do VIGIAGRO. Foto: Montemar Onishi

Em 2018, após um período de testes, o MAPA regulamentou o emprego de cães de detecção de odores para auxiliar nos procedimentos de fiscalização agropecuária através da Instrução Normativa nº 74, de 26 de novembro de 2018, que instituiu o Centro Nacional de Cães de Detecção (CNCD). O objetivo é fortalecer os mecanismos de controle e fiscalização agropecuária e aumentar a eficácia das operações. Em outubro de 2018, como parte da estratégia do VIGIAGRO para evitar a entrada de peste suína e febre aftosa no país, o labrador Thor participou de operações no Aeroporto Internacional de São Paulo, em Guarulhos/SP. A operação resultou na apreensão de carne bovina e suína, embutidos (principalmente de suínos), pés de galinha, camarão, grãos e sementes.